# Lucien Ghellynck
Lucien Ghellynck, né le 29 septembre 1943 à Gand en Belgique, est un footballeur international aspirant belge actif durant les années 1960 et 1970.
Il joue durant presque toute sa carrière à La Gantoise, au poste de milieu de terrain et remporte une Coupe de Belgique avec le club.

## Biographie

### En club
Lucien Ghellynck fait ses débuts avec l'équipe première de La Gantoise en 1961, à l'âge de 18 ans. Rapidement, il s'impose comme un titulaire dans le milieu de terrain de l'équipe qui, grâce à sa quatrième place en 1963, se qualifie pour la Coupe des villes de foires la saison suivante. Malheureusement, Gand est éliminé dès le premier tour par Cologne, futur demi-finaliste de l'épreuve.
Devenu un joueur essentiel de l'équipe, il remporte la Coupe de Belgique 1963-1964, le premier trophée majeur dans l'histoire du club. Cette victoire permet au club de prendre part à la Coupe des vainqueurs de coupe mais le club ne franchit pas non plus le premier tour, éliminé par West Ham, le futur vainqueur. La saison 1966-1967 est difficile pour le club. Bien qu'il parvienne à franchir un tour en Coupe des villes de foires, dont il est sorti en huitièmes de finale par Kilmarnock malgré un but au match retour de Ghellynck, le club enchaîne les mauvais résultats en championnat et est mathématiquement condamné à la relégation en Division 2 à six journées de la fin de la compétition. Malgré cela, les bonnes performances du joueur ne passent pas inaperçues et il est appelé en équipe nationale belge en mars 1967 pour disputer un match comptant pour les Éliminatoires de l'Euro 1968 au Luxembourg mais il restera toute la rencontre sur le banc des réservistes.
Après la relégation du club, Lucien Ghellynck reste fidèle à ses couleurs et aide l'équipe à remporter le titre de champion de Division 2 dès la saison suivante, ce qui lui permet de remonter directement parmi l'élite nationale. Ce retour ne durera que trois saisons. Il joue à nouveau la Coupe des villes de foires en 1970-1971 mais y est très nettement battu dès le premier tour par le Hambourg SV. En championnat, les choses tournent à nouveau mal et le club termine bon dernier. De retour en deuxième division, La Gantoise ambitionne de remonter rapidement mais les résultats sont loin des attentes et après trois saisons, c'est une nouvelle relégation qui sanctionne les « Buffalos ». Renvoyé pour la première fois en Division 3, le club domine sa série et remporte aisément le titre, synonyme de retour en D2 en 1975.
Un an plus tard, Lucien Ghellynck, qui a perdu sa place de titulaire au profit de jeunes joueurs, quitte le club et rejoint les rangs du White Star Lauwe, actif en troisième division. Malheureusement, cela ne se passe pas bien et l'équipe est reléguée en fin de saison. Le joueur met alors un terme définitif à sa carrière.

### En sélections nationales
Rapidement titulaire en première division, Lucien Ghellynck est convoqué après quelques mois chez les juniors (moins de 19 ans), avec lesquels il dispute six rencontres entre décembre 1961 et avril 1962. En novembre 1962, il joue une rencontre avec les espoirs.
Il compte une convocation en équipe nationale belge mais n'a jamais joué avec les Diables Rouges. Il est appelé le 19 mars 1967 à l'occasion d'un match amical disputé au Luxembourg. Il sera ensuite préselectionné pour la Coupe du monde 1970 au Mexique par Raymond Goethals mais fera partie des dix déçus devant rester à quai. Il fut une valeur sûre des aspirants avec lesquels il dispute 10 rencontres entre 1963 et 1969.

## Statistiques

### En club
| Saison                | Club                  | Championnat           | Championnat | Championnat | Coupe(s) nationale(s) | Coupe(s) nationale(s) | Compétition(s) continentale(s) | Compétition(s) continentale(s) | Compétition(s) continentale(s) | Total | Total |
| Saison                | Club                  | Division              | M.          | B.          | M.                    | B.                    | Comp.                          | M.                             | B.                             | M.    | B.    |
| 1961-1962             | KAA La Gantoise       | Division 1            | -           | -           | -                     | -                     | -                              | -                              | -                              | 0     | 0     |
| 1962-1963             | KAA La Gantoise       | Division 1            | -           | -           | -                     | -                     | -                              | -                              | -                              | 0     | 0     |
| 1963-1964             | KAA La Gantoise       | Division 1            | -           | -           | -                     | -                     | CI+C3                          | 5+2                            | 0+0                            | 7     | 0     |
| 1964-1965             | KAA La Gantoise       | Division 1            | -           | -           | -                     | -                     | C2                             | 2                              | 0                              | 2     | 0     |
| 1965-1966             | KAA La Gantoise       | Division 1            | -           | -           | -                     | -                     | -                              | -                              | -                              | 0     | 0     |
| 1966-1967             | KAA La Gantoise       | Division 1            | -           | -           | -                     | -                     | C3                             | 4                              | 1                              | 4     | 1     |
| 1967-1968             | KAA La Gantoise       | Division 2            | -           | -           | -                     | -                     | -                              | -                              | -                              | 0     | 0     |
| 1968-1969             | KAA La Gantoise       | Division 1            | -           | -           | -                     | -                     | -                              | -                              | -                              | 0     | 0     |
| 1969-1970             | KAA La Gantoise       | Division 1            | -           | -           | -                     | -                     | -                              | -                              | -                              | 0     | 0     |
| 1970-1971             | KAA La Gantoise       | Division 1            | -           | -           | -                     | -                     | C3                             | 2                              | 0                              | 2     | 0     |
| 1971-1972             | KAA La Gantoise       | Division 2            | -           | -           | -                     | -                     | -                              | -                              | -                              | 0     | 0     |
| 1972-1973             | KAA La Gantoise       | Division 2            | -           | -           | -                     | -                     | -                              | -                              | -                              | 0     | 0     |
| 1973-1974             | KAA La Gantoise       | Division 2            | -           | -           | -                     | -                     | -                              | -                              | -                              | 0     | 0     |
| 1974-1975             | KAA La Gantoise       | Division 3A           | -           | -           | -                     | -                     | -                              | -                              | -                              | 0     | 0     |
| 1975-1976             | KAA La Gantoise       | Division 2            | -           | -           | -                     | -                     | -                              | -                              | -                              | 0     | 0     |
| Sous-total            | Sous-total            | Sous-total            | 233         | 27          | -                     | -                     | -                              | 15                             | 1                              | 248   | 28    |
| 1976-1977             | KWSC Lauwe            | Division 3A           | -           | -           | -                     | -                     | -                              | -                              | -                              | 0     | 0     |
| Total sur la carrière | Total sur la carrière | Total sur la carrière | 233         | 27          | -                     | -                     | -                              | 15                             | 1                              | 248   | 28    |

### En sélections nationales
| Saison                | Sélection             | Phases finales        | Phases finales | Phases finales | Phases finales | Éliminatoires CDM | Éliminatoires CDM | Éliminatoires CDM | Éliminatoires EURO | Éliminatoires EURO | Éliminatoires EURO | Matchs amicaux | Matchs amicaux | Matchs amicaux | Total | Total | Total |
| Saison                | Sélection             | Compétition           | M              | B              | Pd             | M                 | B                 | Pd                | M                  | B                  | Pd                 | M              | B              | Pd             | M     | B     | Pd    |
| --------------------- | --------------------- | --------------------- | -------------- | -------------- | -------------- | ----------------- | ----------------- | ----------------- | ------------------ | ------------------ | ------------------ | -------------- | -------------- | -------------- | ----- | ----- | ----- |
| 1962-1963             | Belgique aspirants    | -                     | -              | -              | -              | -                 | -                 | -                 | -                  | -                  | -                  | 1              | 0              | 0              | 1     | 0     | 0     |
| 1965-1966             | Belgique aspirants    | -                     | -              | -              | -              | -                 | -                 | -                 | -                  | -                  | -                  | 3              | 1              | 0              | 3     | 1     | 0     |
| 1966-1967             | Belgique aspirants    | -                     | -              | -              | -              | -                 | -                 | -                 | -                  | -                  | -                  | 3              | 0              | 0              | 3     | 0     | 0     |
| 1968-1969             | Belgique aspirants    | -                     | -              | -              | -              | -                 | -                 | -                 | -                  | -                  | -                  | 2              | 0              | 0              | 2     | 0     | 0     |
| 1969-1970             | Belgique aspirants    | -                     | -              | -              | -              | -                 | -                 | -                 | -                  | -                  | -                  | 1              | 0              | 0              | 1     | 0     | 0     |
| Total sur la carrière | Total sur la carrière | Total sur la carrière | -              | -              | -              | -                 | -                 | -                 | -                  | -                  | -                  | 10             | 1              | 0              | 10    | 1     | 0     |

### Matchs internationaux
| Matchs aspirants de Lucien Ghellynck | Matchs aspirants de Lucien Ghellynck | Matchs aspirants de Lucien Ghellynck         | Matchs aspirants de Lucien Ghellynck | Matchs aspirants de Lucien Ghellynck | Matchs aspirants de Lucien Ghellynck | Matchs aspirants de Lucien Ghellynck | Matchs aspirants de Lucien Ghellynck                            |
| #                                    | Date                                 | Lieu                                         | Adversaire                           | Résultat                             | Compétition                          | Club                                 | Notes                                                           |
| ------------------------------------ | ------------------------------------ | -------------------------------------------- | ------------------------------------ | ------------------------------------ | ------------------------------------ | ------------------------------------ | --------------------------------------------------------------- |
| 1                                    | 3 mars 1963                          | Albertparkstadion, Ostende, Belgique         | Luxembourg                           | V 3 - 0                              | Match amical                         | KAA La Gantoise                      | Titulaire.                                                      |
| 2                                    | 16 mars 1966                         | Stade de la Neuville, Charleroi, Belgique    | Italie B                             | N 3 - 3                              | Match amical                         | KAA La Gantoise                      | Titulaire et buteur.                                            |
| 3                                    | 20 avril 1966                        | Stade Magdeleine Lefebvre, Tournai, Belgique | France B                             | N 1 - 1                              | Match amical                         | KAA La Gantoise                      | Titulaire.                                                      |
| 4                                    | 1er juin 1966                        | Stade national du Jamor, Lisbonne, Portugal  | Portugal B                           | N 0 - 0                              | Match amical                         | KAA La Gantoise                      | Titulaire.                                                      |
| 5                                    | 23 octobre 1966                      | Stade du Panorama, Verviers, Belgique        | Luxembourg                           | V 5 - 1                              | Match amical                         | KAA La Gantoise                      | Entre en jeu à la place de Gérard Sulon à la 20e minute de jeu. |
| 6                                    | 11 novembre 1966                     | Stade Henri-Jooris, Lille, France            | France B                             | V 1 - 0                              | Match amical                         | KAA La Gantoise                      | Titulaire.                                                      |
| 7                                    | 22 mars 1967                         | Stade de la Neuville, Charleroi, Belgique    | Portugal B                           | V 2 - 0                              | Match amical                         | KAA La Gantoise                      | Titulaire.                                                      |
| 8                                    | 8 décembre 1968                      | Stade Municipal, Luxembourg, Luxembourg      | Luxembourg                           | V 1 - 0                              | Match amical                         | KAA La Gantoise                      | Titulaire.                                                      |
| 9                                    | 25 mai 1969                          | Albertparkstadion, Ostende, Belgique         | Angleterre espoirs                   | D 0 - 1                              | Match amical                         | KAA La Gantoise                      | Titulaire et capitaine.                                         |
| 10                                   | 5 novembre 1969                      | Stade de la Neuville, Charleroi, Belgique    | Luxembourg                           | V 3 - 2                              | Match amical                         | KAA La Gantoise                      | Titulaire.                                                      |

### Buts internationaux
| Buts aspirants de Lucien Ghellynck | Buts aspirants de Lucien Ghellynck | Buts aspirants de Lucien Ghellynck        | Buts aspirants de Lucien Ghellynck | Buts aspirants de Lucien Ghellynck | Buts aspirants de Lucien Ghellynck | Buts aspirants de Lucien Ghellynck | Buts aspirants de Lucien Ghellynck | Buts aspirants de Lucien Ghellynck | Buts aspirants de Lucien Ghellynck |
| #                                  | Date                               | Lieu                                      | Adversaire                         | Résultat                           | Compétition                        | Détail                             | Détail                             | Détail                             | Cape                               |
| ---------------------------------- | ---------------------------------- | ----------------------------------------- | ---------------------------------- | ---------------------------------- | ---------------------------------- | ---------------------------------- | ---------------------------------- | ---------------------------------- | ---------------------------------- |
| 1                                  | 16 mars 1966                       | Stade de la Neuville, Charleroi, Belgique | Italie B                           | N 3 - 3                            | Match amical                       | 86e                                | non connu                          | 3-3                                | 2e                                 |

## Palmarès

### En club
|  |  | KAA La Gantoise - Coupe de Belgique (1) : - Vainqueur : 1964 - Championnat de Belgique de deuxième division (1) : - Champion : 1968 - Championnat de Belgique de troisième division (1) : - Champion : 1975 |